# 反向遗传学
反向遗传学是分子遺傳學中的一門學科，是指通過基因工程（讓特定核酸序列突变、缺失以及插入）创造突变体引起的表型效应來来了解基因的功能。反向遗传学與正向遗传学相反，正向遗传学則是通過表型或性状來研究它們背後的遗传機制，而反向遗传学则试图通過特定的基因序列來找到哪些表型由它們控制。